# Katerine Duska
Katerine Duska (en grec moderne : Κατερίνα Ντούσκα, Katerína Doúska), née le 6 novembre 1989 à Montréal au Québec, est une chanteuse gréco-canadienne. Elle a représenté la Grèce au Concours Eurovision de la chanson 2019 avec la chanson Better Love,.

## Biographie
Katerine Duska est née à Montréal au Québec et a déménagé en Grèce pendant son adolescence. Elle réside actuellement à Athènes. 
En 2015, elle sort son premier album, intitulé Embodiment. 

Le 14 février 2019, il est annoncé qu'elle représentera la Grèce au Concours Eurovision de la chanson 2019, à Tel Aviv en Israël. La chanson qu'elle y interprètera, intitulée Better Love, est sortie le 7 mars 2019. Elle a participé à la première demi-finale, le 14 mai 2019, puis, à la suite de sa qualification, à la finale du 18 mai, où elle a terminé 21ème au classement, avec un total de 71 points dont 47 attribués par les jurys et 24 points par le télé-vote du public.

## Discographie

### Albums studio
- 2015 : Embodiment

### Singles
- 2014 : One in a Million
- 2015 : Won't Leave
- 2019 : Better Love
- 2021 : Athenian Skies